# Astrologia xinesa

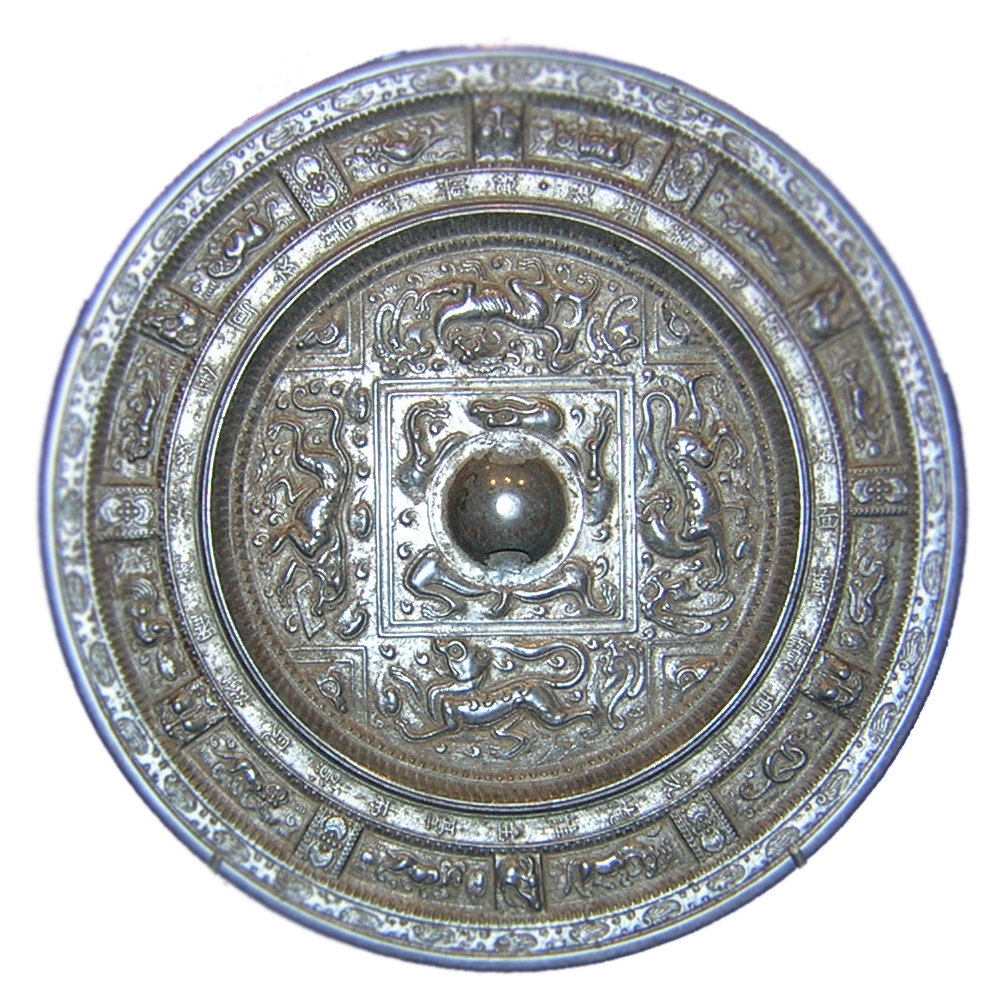
Mirall amb les dotze divisions del zodíac xinès. Dinastia Sui (581-618 dC). Bronze. Pertany al Museu Guimet (París). La llegenda diu que el mirall reflecteix fidelment les ànimes. El seu disc de llum il·lumina les cares.

L' astrologia xinesa és l'endevinació del futur mitjançant l'ús del calendari xinès, particularment els seus 12 cicles anuals d'animals, coneguts com a zodíac xinès. Aquest sistema d'endevinació deriva de les característiques principals del sistema: el zodíac, els cinc elements del pensament xinès, els cicles del calendari basats en l'astronomia i la religió xinesa antiga.
El desenvolupament de l'astrologia a la Xina està lligada a la de l'astronomia xinesa, que va arribar a la seva màxima esplendor durant la dinastia Han (del segle ii aC al segle II de la nostra era).
Seguint l'òrbita de Júpiter al voltant del Sol, els astrònoms xinesos van dividir el cercle celestial en dotze seccions, i ho varen arrodonir en 12 anys (d'11,86). Júpiter està associat amb la constel·lació Sheti.
L'astrologia xinesa té una relació estreta amb la filosofia xinesa (teoria de les tres harmonies, cel, terra i aigua) i els diferents "principis": els ensenyaments wu xing, yin i yang; l'astronomia xinesa consta de cinc planetes, les 10 Tiges celestials, les 12 Branques de la Terra, el calendari xinès (calendari lunar i calendari solar), el càlcul del temps després de l'any, mes, dia i el shichen (時辰).

## El rerefons
Els antics astrònoms xinesos van assignar a cadascun dels cinc planetes principals un dels cinc elements xinesos: A Venus, el metall (or); a Júpiter, la fusta; a Mercuri, l'aigua; a Mart, el foc; i a Saturn, la terra. Segons l'astrologia xinesa la posició d'aquests planetes, juntament amb la posició del sol, la lluna i qualsevol cometa del cel, a més a més de la data de naixement i el signe del zodíac, pot determinar el destí d'una persona.
Un complex sistema per calcular la destinació basat en l'hora i la data de naixement (conegut com a 紫微斗数 zǐwēidǒushù) encara s'utilitza regularment a l'astrologia xinesa avui en dia per endevinar la fortuna. Les vint constel·lacions xineses (宿 xiu) són totalment diferents de les vuitanta-vuit constel·lacions occidentals. Per exemple: l'Ossa Major és coneguda com a 斗 dǒu i el cinturó d'Orió com 参 shen. Les set constel·lacions del nord són anomenades xúanwǔ (玄武). El Xuan Wu també es coneix com l'esperit del cel del nord o, en la creença taoista, com l'esperit de l'aigua.
A més a més de les interpretacions astrològiques dels cossos divins, les estrelles del cel van formar la base de molts conte de fades. Per exemple, en el conte clàssic del Qi Xi (Equivalent al dia del Dia de Sant Valentí occidental) les constel·lacions del triangle de l'estiu formen el trio del conte essent els protagonistes un pastor (Altair): una fada teixidora virginal (Vega) i la fada Tai-bai (Deneb). El riu platejat (que representa la Via Làctia) va separar els dos amants prohibits. Cada any, al setè dia del setè mes del calendari xinès, els ocells formen un pont a través de la via làctia. El pastor porta els seus dos fills (les dues estrelles a cada costat d'Altair) a través del pont per ajuntar-se amb la seva mare fada. La fada Tai-bai actua com a acompanyant d'aquests dos amants immortals.

## Els cicles
Hi ha un cicle binari Yin Yang que, juntament amb el cicle dels 5 elements, en formen un de 10. Els anys parells són yang, i els senars són yin. Quan es divideix el cicle del zodíac dels 12 animals en dos, cada zodíac pot passar només en Yin o en Yang: el drac és sempre yang, la serp és sempre yin, etc. Aquesta combinació crea un cicle de 60 anys, començant des d'Aigua-Rata i acabant amb l'Aigua-Porc. El cicle actual va començar l'any 1984.

## Els cinc elements
El Yin Yang està dividit en cinc elements (Aigua, Fusta, Foc, Metall (Or o Ferro) i Terra) al límit del cicle d'animals. Aquests són modificadors i afecten les característiques de cada un dels 12 signes. Cada element conté característiques que s'apliquen tant als anys com als animals. Cadascun dels 12 animals està governat per un element i una direcció de Yin Yang dividida en 4 grups:
| Element     | Planeta | Color   | Qualitats                                         | Exemplars (govern)               |
| Aigua       | Mercuri | Negre   | - El Nord - Comunicació - Intuïció - Sensibilitat | - Porc - Rata - Bou              |
| Fusta       | Júpiter | Verd    | - L'Est - Creativitat - Consolidació - Creixement | - Tigre - Llebre - Drac          |
| Foc         | Mart    | Vermell | - El Sud - Passió - Intel·ligència - Moviment     | - Serp - Cavall - Cabra (ovella) |
| Metall (or) | Venus   | Blanc   | - El Oest - Fiable - Útil - Fort                  | - Mico - Gall - Gos              |
| Terra       | Saturn  | Marró   | - El Centre - Balanç - Fundacions - Confiança     | - Tots Els Anteriors             |

Addicionalment hi ha la Terra, que no governa sobre cap animal i és el balanç central de tots els elements. Pot prestar qualitats als 12 animals.

## Els dotze animals
Cada personalitat individual és associada amb un animal que la representa depenent de l'any (lunar) de naixement. És aquí on moltes descripcions de l'astrologia xinesa s'allunyen de la societat occidental. Cada any, el cicle de 60 anys conté dotze animals, cadascun amb cinc possibles elements, els quals són modificadors de la personalitat animal amb una possibilitat de fins a 60 combinacions.

### Els dotze animals del zodíac
1. Rata (Ratolí)
2. Búfal (Bou o Toro)
3. Tigre
4. Conill (Llebre)
5. Drac
6. Serp
7. Cavall
8. Cabra (Ovella)
9. Mico
10. Gall
11. Gos
12. Porc (Senglar)

## Animals interns i animals secrets
És un error comú pensar que hi ha només animals assignats per any. A més de l'animal principal anual, existeix l'animal intern i el secret, tenint cada persona tres animals. De manera que, quan una persona pot semblar ser un Drac, en realitat aquest pot ser en el seu interior una Serp i un Bou de manera secreta. Aquests tres animals combinats amb els 5 elements, creen un total de 8.640 combinacions (de 5 elements, 12 animals, 12 animals interns i 12 animals secrets). L'animal anual representa el que els altres perceben sobre la manera de ser d'un subjecte. L'animal intern és assignat pel mes de naixement i dicta sobre la vida amorosa i la personalitat interna i és un factor crític a tenir en compte en buscar la compatibilitat amb altres signes. Aquest pot dictar el que un individu vol arribar a ser o pensa que hauria de ser. L'animal secret està determinat per l'hora exacta de naixement i és el signe real en el qual la personalitat està basada. És important per a l'astrologia xinesa qualsevol càlcul que compensi l'horari d'estiu o qualsevol ajustament realitzat en els rellotges del país de naixement, ja que està basat en la posició del sol i no en l'hora local.

### Els animals interns
Els dotze animals també s'apliquen als mesos lunars. El mes de naixement afecta l'animal intern de la persona.
| Longitud solar | Nom de segment             | Mes lunar (Ordre - Nom) |
| -------------- | -------------------------- | ----------------------- |
| 315 °          | 立春 lìchūn                | 1 º - 虎 Tigre          |
| 330 °          | 雨水 yǔshuǐ                | 1 º - 虎 Tigre          |
| 345 °          | 启 蛰 qǐzhé (惊蛰 jīngzhé) | 2 º - 兔 Conill         |
| 0 °            | 春分 chūnfēn               | 2 º - 兔 Conill         |
| 15 °           | 清明 Qingming              | 3 º - 龙 Drac           |
| 30 °           | 谷雨 gǔyǔ                  | 3 º - 龙 Drac           |
| 45 °           | 立夏 lixiviats             | 4 º - 蛇 Serp           |
| 60 °           | 小满 xiǎomǎn               | 4 º - 蛇 Serp           |
| 75 °           | 芒种 mángzhòng             | 5 º - 马 Cavall         |
| 90 °           | 夏至 xiàzhì                | 5 º - 马 Cavall         |
| 105 °          | 小暑 xiǎoshǔ               | 6 º - 羊 Cabra          |
| 120 °          | 大暑 dàshǔ                 | 6 º - 羊 Cabra          |
| 135 °          | 立秋 lìqiū                 | 7 º - 猴 Mico           |
| 150è           | 处暑 chùshǔ                | 7 º - 猴 Mico           |
| 165 °          | 白露 báilù                 | 8 º - 鸡 Gall           |
| 180 °          | 秋分 qiūfēn                | 8 º - 鸡 Gall           |
| 195 °          | 寒露 hánlù                 | 9 º - 狗 Gos            |
| 210 °          | 霜降 shuāngjiàng           | 9 º - 狗 Gos            |
| 225 °          | 立冬 lìdōng                | 10 º - 猪 Porc          |
| 240 °          | 小雪 xiǎoxuě               | 10 º - 猪 Porc          |
| 255 °          | 大雪 dàxuě                 | 11 º - 鼠 Rata          |
| 270 °          | 冬至 dōngzhì               | 11 º - 鼠 Rata          |
| 285 °          | 小寒 xiǎohán               | 12 º - 牛 Bou           |
| 300 °          | 大寒 Dahan                 | 12 º - 牛 Bou           |

### Els animals secrets
El zodíac xinès també s'utilitza per anomenar períodes del dia, on cada signe correspon a una "gran hora" o Shichida (时辰), que és un període de dues hores (24 dividit entre 12 animals). Al Shichida que neix una persona li correspon el seu determinat animal secret, com es mostra a continuació:
Les següents hores són mitjançant l'hora local de Pequín (UTC+8).
- 23:00-01:00: rata
- 1:00-03:00: bou
- 3:00-05:00: tigre
- 5:00-07:00: conill
- 7:00-09:00: drac
- 9:00-11:00: serp
- 11:00-13:00: cavall
- 13:00-15:00: cabra
- 15:00-17:00: mico
- 17:00-19:00: gall
- 19:00-21:00: gos
- 21:00-23:00: porc

Per a una persona nascuda a Barcelona, els temps fan referència a:
| Horari d'hiver | Horari d'estiu |
| - 23:51 - 01:50: rata* - 01:51 - 03:50: bou - 03:51 - 05:50: tigre - 05:51 - 07:50: conill - 07:51 - 09:50: drac - 09:51 - 11:50: serp - 11:51 - 13:50: cavall - 13:51 - 15:50: cabra - 15:51 - 17:50: mico - 17:51 - 19:50: gall - 19:51 - 21:50: gos - 21:51 - 23:50: porc | - 00:51 - 02:50: rata - 02:51 - 04:50: bou - 04:51 - 06:50: tigre - 06:51 - 08:50: conill - 08:51 - 10:50: drac - 10:51 - 12:50: serp - 12:51 - 14:50: cavall - 14:51 - 16:50: cabra - 16:51 - 18:50: mico - 18:51 - 20:50: gall - 20:51 - 22:50: gos - 22:51 - 00:50: porc |

## Històries de l'origen
Els dotze signes animals del zodíac en ordre són: la rata, el bou, el tigre, el conill, el drac, la serp, el cavall, la cabra, el mico, el gall, el gos i el porc. Hi ha diverses llegendes que exploren el començament del zodíac xinès. Una de les més populars, de manera resumida, diu el següent:
"A la rata se li va donar la tasca de convidar animals perquè es presentessin al banquet de l'Emperador de Jade per ser seleccionats com a signes del zodíac. El gat era un bon amic de la rata, però la rata li va fer creure que el banquet seria l'endemà. Quan el gat va adonar-se de l'engany de la rata es va convertir en el seu enemic natural i així ho han heretat les generacions posteriors. "
Una altra llegenda popular diu que l'Emperador de Jade va organitzar una cursa d'animals per decidir quins entrarien al zodíac:
"Es diu que una vegada la rata i el gat van ser molt bons amics. Malgrat tot, aquests dos animals eren els pitjors nedadors del regne animal. Tot i que eren mals nedadors, tots dos eren molt intel·ligents. Van decidir que la millor manera i la més ràpida de travessar el riu era a l'esquena d'un bou. El bou, essent un animal bo, va estar d'acord a carregar-los. No obstant això, per no haver-se de repartir el premi, la rata va decidir que per guanyar havia de fer alguna cosa, i llavors va llançar al gat a l'aigua. És per això que el gat es va convertir en l'enemic natural del ratolí i de l'aigua. Després d'això, la rata va arribar a la vora i va reclamar el primer lloc de la cursa.
El bou la seguia de prop i va ser nomenat el segon animal del zodíac. Després del bou, va venir el tigre, que va explicar panteixant com va lluitar contra el corrent. Però la seva gran força li va fer arribar a la vora i es va convertir en el tercer animal. El quart lloc del zodíac va ser per al conill qui, gràcies a la seva habilitat de saltar, va poder fer-ho d'una vora a l'altra. Va explicar a l'Emperador que hauria caigut al riu si no hagués estat per un tronc que surava a l'aigua. El Drac va poder arribar volant. Aquest va explicar a l'emperador que no va poder arribar primer, ja que es va aturar a crear pluja per ajudar la gent i les criatures de la terra. A més, a la línia final va trobar un conill que s'aferrava a un tronc, a qui va ajudar donant-li una empenta amb el seu alè perquè pogués arribar a la riba. L'emperador, sorprès per la seva amabilitat li va atorgar el cinquè lloc del zodíac. Poc després, va sentir el cavall galopar, però la serp el va espantar i el va fer caure, de manera que aquesta va arribar al sisè lloc i el cavall al setè.
A poca distància del lloc es trobaven l'ovella, el mico i el gall, que s'acostaven a la vora del riu. Les tres criatures es van ajudar mútuament per travessar el riu. El gall va construir una bassa de fusta per als tres animals. L'ovella i el mico van aclarir la mala herba i finalment, remant i remant plegats, van aconseguir arribar a la riba contrària. L'emperador, molt complagut pel treball en equip dels animals va nomenar l'ovella el vuitè animal, el mico el novè i el gall el desè.
L'onzè animal va ser el gos. Encara que el gos hauria d'haver obtingut un bon lloc, ja que era el millor nedador de tots els animals, es va retardar, perquè necessitava un bany després de la llarga carrera i en veure l'aigua fresca del riu no s'hi va poder resistir. Just quan l'emperador anava a donar per tancada la cursa, va escoltar el gruny d'un petit porc. El porc va començar la cursa famolenc, de manera que al cap de poca estona es va aturar a fer un tiberi seguit d'una becaina. Quan va despertar va continuar amb la carrera i va arribar just per a ser nomenat dotzè animal del zodíac. El gat va arribar massa tard (tretzè) pel que no va poder guanyar cap lloc en el calendari, convertint-se en enemic de la rata per sempre."
Una altra versió diferent diu que el bestiar va triar el búfal d'aigua en lloc del bou per representar-lo, ja que és millor nedador. El tracte va ser acceptat pel fet que tots dos animals són membres de la família bovina.
Una altra versió expandeix la cursa. La ruta transcorre a través d'un bosc i a través de diverses planes i prats i, finalment, creuant un llac abans d'arribar al punt de destinació.
Una altra variació més de la història conta que hi va haver dues curses: la primera cursa incloïa tots els animals del regne animal, en dues divisions per evitar que els animals ràpids acaparessin els primers llocs, i els sis guanyadors de cada una de les dues divisions formarien els dotze animals que participarien en la segona cursa. En aquesta cursa es determinaria l'ordre de cadascú al zodíac xinès i equivaldria a la cursa de la versió tradicional.
A una altra versió, cada animal va ser cridat perquè expliqués per què mereixia una de les primeres posicions del zodíac. El senglar va reclamar que la carn dels seus ossos era molt bona. Aquesta explicació sembla que no va ser gaire apreciada, ja que el senglar va ser posat al final del zodíac.
Curiosament, el gat ocupa el lloc del conill en el zodíac vietnamita (vegeu El zodíac xinès en altres països).

## El Buda abans de morir
Segons una altra història de l'astrologia, una altra llegenda relaciona el zodíac xinès amb la mort de Buda. Quan va anar a meditar els últims dies de la seva vida a una selva, per estar en contacte amb la natura, va cridar dotze animals que, segons el seu ordre d'arribada, van ser: la rata, el bou, el tigre, el conill, el drac, la serp, el cavall, la cabra, el mico, el gall, el gos i el porc. A cada un li va donar un any, que equivaldria a 12 anys que a diferència del zodíac occidental és de dotze mesos. El zodíac dins la cultura occidental és orientat pel sol, en canvi el xinès és orientat per la rotació de la lluna.

## L'any embolismal
Mentre que el zodíac xinès tradicional segueix el calendari xinès (lunisolar), el canvi basat en la data per als signes del zodíac és l'Any Nou Xinès, no l'1 de gener com al calendari gregorià. És per això que una persona que neixi al gener o a principis de febrer, pot obtenir el signe de l'any anterior. Per exemple: el 1990 va ser l'any del Cavall, però qualsevol que hagi nascut des de l'1 de gener fins al 26 de gener del 1990, ha nascut a l'any de la Serp (el signe de l'any anterior), atès que l'any del Cavall començava el 27 de gener del 1990. El començament d'un nou Zodíac és celebrat a l'any nou xinès amb molts altres costums.
Moltes calculadores a la xarxa (com aquesta Arxivat 2005-11-28 a Wayback Machine.) poden donar com a resultat un signe equivocat si han nascut al gener o als primers dies de febrer.
Hi ha molts texts nous astrològics que segueixen el Calendari Agrícola Xinès (l jie qi), els quals canvien el signe zodiacal al terme solar Li chun (començament de la primavera), a 315 graus de longitud solar.

## El zodíac xinès de l'any1900al2020
```
(Nota: primera i segona columna: 1900-1960.//Tercera i quarta columna: 1960-2020.) 
```

| Inici            | Fi                 | Inici            | Fi               | Element   | Signe     |
| ---------------- | ------------------ | ---------------- | ---------------- | --------- | --------- |
| 1900 Gen 31      | 1901 febrer 1918   | 1960 Gen 28      | 1961 febrer 1914 | 金 Metall | 鼠 Rata   |
| 1901 febrer 1919 | 1902 febrer 2007   | 1961 febrer 1915 | 1962 febrer 2004 | 金 Metall | 牛 Búfal  |
| 1902 febrer 1908 | 1903 Gen 28        | 1962 febrer 2005 | 1963 Gen 24      | 水 Aigua  | 虎 Tigre  |
| 1903 Gen 29      | 1904 febrer 1915   | 1963 Gen 25      | 1964 febrer 1912 | 水 Aigua  | 兔 Conill |
| 1904 febrer 1916 | 1905 febrer 1903   | 1964 febrer 1913 | 1965 febrer 2001 | 木 Fusta  | 龙 Drac   |
| 1905 febrer 2004 | 1906 Gen 24        | 1965 febrer 1902 | 1966 Gen 20      | 木 Fusta  | 蛇 Serp   |
| 1906 Gen 25      | 1907 febrer 1912   | 1966 Gen 21      | 1967 febrer 1908 | 火 Foc    | 马 Cavall |
| 1907 febrer 1913 | 1908 febrer 1901   | 1967 febrer 1909 | 1968 Gen 29      | 火 Foc    | 羊 Cabra  |
| 1908 febrer 1902 | 1909 Gen 21        | 1968 Gen 30      | 1969 febrer 1916 | 土 Terra  | 猴 Mono   |
| 1909 Gen 22      | 1910 febrer 1909   | 1969 febrer 1917 | 1970 febrer 2005 | 土 Terra  | 鸡 Gall   |
| 1910 febrer 1910 | 1911 Gen 29        | 1970 febrer 2006 | 1971 Gen 26      | 金 Metall | 狗 Gos    |
| 1911 Gen 30      | 1912 febrer 1917   | 1971 Gen 27      | 1972 febrer 1914 | 金 Metall | 猪 Porc   |
| 1912 febrer 1918 | 1913 febrer 2005   | 1972 febrer 1915 | 1973 febrer 1902 | 水 Aigua  | 鼠 Rata   |
| 1913 febrer 1906 | 1914 Gen 25        | 1973 febrer 1903 | 1974 Gen 22      | 水 Aigua  | 牛 Búfal  |
| 1914 Gen 26      | 1915 febrer 1913   | 1974 Gen 23      | 1975 febrer 1910 | 木 Fusta  | 虎 Tigre  |
| 1915 febrer 1914 | 1916 febrer 1902   | 1975 febrer 1911 | 1976 Gen 30      | 木 Fusta  | 兔 Conill |
| 1916 febrer 2003 | 1917 Gen 22        | 1976 Gen 31      | 1977 febrer 1917 | 火 Foc    | 龙 Drac   |
| 1917 Gen 23      | 1963 setembre 2006 | 1977 febrer 1918 | 1978 febrer 1906 | 火 Foc    | 蛇 Serp   |
| 1918 febrer 1911 | 1919 Gen 31        | 1978 febrer 1907 | 1979 Gen 27      | 土 Terra  | 马 Cavall |
| 1919 febrer 2001 | 1920 febrer 1919   | 1979 Gen 28      | 1980 febrer 1915 | 土 Terra  | 羊 Cabra  |
| 1920 febrer 1920 | 1921 febrer 2007   | 1980 febrer 1916 | 1981 febrer 2004 | 金 Metall | 猴 Mono   |
| 1921 febrer 1908 | 1922 Gen 27        | 1981 febrer 2005 | 1982 Gen 24      | 金 Metall | 鸡 Gall   |
| 1922 Gen 28      | 1923 febrer 1915   | 1982 Gen 25      | 1983 febrer 1912 | 水 Aigua  | 狗 Gos    |
| 1923 febrer 1916 | 1924 febrer 1904   | 1983 febrer 1913 | 1984 febrer 2001 | 水 Aigua  | 猪 Porc   |
| 1924 febrer 2005 | 1925 Gen 24        | 1984 febrer 1902 | 1985 febrer 1919 | 木 Fusta  | 鼠 Rata   |
| 1925 Gen 25      | 1926 febrer 1912   | 1985 febrer 1920 | 1986 febrer 1908 | 木 Fusta  | 牛 Búfal  |
| 1926 febrer 1913 | 1927 febrer 1901   | 1986 febrer 1909 | 1987 Gen 28      | 火 Foc    | 虎 Tigre  |
| 1927 febrer 1902 | 1928 Gen 22        | 1987 Gen 29      | 1988 febrer 1916 | 火 Foc    | 兔 Conill |
| 1928 Gen 23      | 1929 febrer 1909   | 1988 febrer 1917 | 1989 febrer 2005 | 土 Terra  | 龙 Drac   |
| 1929 febrer 1910 | 1930 Gen 29        | 1989 febrer 2006 | 1990 Gen 26      | 土 Terra  | 蛇 Serp   |
| 1930 Gen 30      | 1931 febrer 1916   | 1990 Gen 27      | 1991 febrer 1914 | 金 Metall | 马 Cavall |
| 1931 febrer 1917 | 1932 febrer 2005   | 1991 febrer 1915 | 1992 febrer 2003 | 金 Metall | 羊 Cabra  |
| 1932 febrer 1906 | 1933 Gen 25        | 1992 febrer 1904 | 1993 Gen 22      | 水 Aigua  | 猴 Mono   |
| 1933 Gen 26      | 1934 febrer 1913   | 1993 Gen 23      | 1994 febrer 2009 | 水 Aigua  | 鸡 Gall   |
| 1934 febrer 1914 | 1935 febrer 1903   | 1994 febrer 1910 | 1995 Gen 30      | 木 Fusta  | 狗 Gos    |
| 1935 febrer 2004 | 1936 Gen 23        | 1995 Gen 31      | 1996 febrer 1918 | 木 Fusta  | 猪 Porc   |
| 1936 Gen 24      | 1937 febrer 1910   | 1996 febrer 1919 | 1997 febrer 1906 | 火 Foc    | 鼠 Rata   |
| 1937 febrer 1911 | 1938 Gen 30        | 1997 febrer 1907 | 1998 Gen 27      | 火 Foc    | 牛 Búfal  |
| 1938 Gen 31      | 1939 febrer 1918   | 1998 Gen 28      | 1999 febrer 1915 | 土 Terra  | 虎 Tigre  |
| 1939 febrer 1919 | 1940 febrer 2007   | 1999 febrer 1916 | 2000 febrer 2004 | 土 Terra  | 兔 Conill |
| 1940 febrer 1908 | 1941 Gen 26        | 2000 febrer 2005 | 2001 Gen 23      | 金 Metall | 龙 Drac   |
| 1941 Gen 27      | 1942 febrer 1914   | 2001 Gen 24      | 2002 febrer 1911 | 金 Metall | 蛇 Serp   |
| 1942 febrer 1915 | 1943 febrer 1904   | 2002 febrer 1912 | 2003 Gen 31      | 水 Aigua  | 马 Cavall |
| 1943 febrer 2005 | 1944 Gen 24        | 2003 febrer 2001 | 2004 Gen 21      | 水 Aigua  | 羊 Cabra  |
| 1944 Gen 25      | 1945 febrer 1912   | 2004 Gen 22      | 2005 8 febrer    | 木 Fusta  | 猴 Mono   |
| 1945 febrer 1913 | 1946 febrer 1901   | 2005 8 febrer    | 2006 Gen 28      | 木 Fusta  | 鸡 Gall   |
| 1946 febrer 1902 | 1947 Gen 21        | 2006 Gen 29      | 2007 febrer 1917 | 火 Foc    | 狗 Gos    |
| 1947 Gen 22      | 1948 febrer 1909   | 2007 febrer 1918 | 2008 6 febrer    | 火 Foc    | 猪 Porc   |
| 1948 febrer 1910 | 1949 Gen 28        | 2008 7 febrer    | 2009 Gen 25      | 土 Terra  | 鼠 Rata   |
| 1949 Gen 29      | 1950 febrer 1916   | 2009 Gen 26      | 2010 febrer 1913 | 土 Terra  | 牛 Búfal  |
| 1950 febrer 1917 | 1951 febrer 2005   | 2010 febrer 1914 | 2011 2 febrer    | 金 Metall | 虎 Tigre  |
| 1951 febrer 1906 | 1952 Gen 26        | 2011 3 febrer    | 2012 Gen 22      | 金 Metall | 兔 Conill |
| 1952 Gen 27      | 1953 febrer 1913   | 2012 Gen 23      | 2013 9 febrer    | 水 Aigua  | 龙 Drac   |
| 1953 febrer 1914 | 1954 febrer 1902   | 2013 febrer 1910 | 2014 Gen 30      | 水 Aigua  | 蛇 Serp   |
| 1954 febrer 2003 | 1955 Gen 23        | 2014 Gen 31      | 2015 febrer 1918 | 木 Fusta  | 马 Cavall |
| 1955 Gen 24      | 1956 febrer 1911   | 2015 febrer 1919 | 2016 7 febrer    | 木 Fusta  | 羊 Cabra  |
| 1956 febrer 1912 | 1957 Gen 30        | 2016 8 febrer    | 2017 Gen 27      | 火 Foc    | 猴 Mono   |
| 1957 Gen 31      | 1958 febrer 1917   | 2017 Gen 28      | 2018 febrer 1915 | 火 Foc    | 鸡 Gall   |
| 1958 febrer 1918 | 1959 febrer 2007   | 2018 febrer 1916 | 2019 4 feb       | 土 Terra  | 狗 Gos    |
| 1959 febrer 1908 | 1960 Gen 27        | 2019 5 febrer    | 2020 Gen 24      | 土 Terra  | 猪 Porc   |

## El zodíac xinès a altres països
El zodíac xinès és també utilitzat a altres cultures diferents a la xinesa, com és el cas d'altres països asiàtics que han estat sota la influència cultural de la Xina. No obstant això, alguns dels animals del Zodíac poden variar entre països: El zodíac vietnamita és idèntic al zodíac xinès excepte que el quart animal és el gat i no el conill, mentre que el zodíac japonès inclou el senglar en comptes del porc. D'altra banda, els Huns europeus utilitzaven el Zodíac Xinès complet, incloent-hi el "drac" i el "porc". Aquest zodíac xinès-turc era utilitzat també pels protobúlgars fins a la seva eslavització al segle x i la seva conversió al cristianisme ortodox.